# 叱列延慶
叱列延慶（？—534年8月28日），一作叱列延，又作吒吕延庆，代郡西部（今山西省朔州市）人，高車族，北魏末年軍人，官至中軍大都督，開府儀同三司，爵封北海郡公。

## 生平
叱列延慶的父親叱列億彌在北魏孝文帝時期擔任越騎校尉，襲封臨江伯。叱列延慶年少時，便擅長箭術與騎術，有膽量和氣力。北魏正光四年（523年），跟隨李崇北伐柔然，武泰元年（528年）孝明帝駕崩，四月之時隨同爾朱榮入洛，同年八月，葛榮包圍鄴城，再隨爾朱榮出兵討伐，由於延慶是爾朱世隆的姊夫，因此備受爾朱榮親任，擊敗葛榮之後，授西部第一領民酋長、撫軍將軍、假鎮東將軍。普泰元年（531年）節閔帝即位，爾朱世隆掌握朝政，因此延慶升官至山東行臺、驃騎大將軍，封北海郡開國公。
幽州刺史、車騎將軍劉靈助，以替孝莊帝元子攸報仇為藉口，同年（531年）二月在薊起兵，南下屯於定州安固，叱列延慶和侯淵合軍共討劉靈助。侯淵對延慶說：「劉靈助擅長占卜，容易惑動百姓，因此各地響應，難以輕易謀取之，若是戰況有所不利，則大勢去矣。倒不如迴師往西據關守險，靜待其變。」延慶反駁：「劉靈助不過是一庸才，深遠的天道豈是他能夠看破的，我等軍隊臨境，其部眾皆依賴他的術法和符厭咒語，哪會致力於作戰與我們爭勝負。若從我的計策，先紮營於城外，又故意洩漏將返師回西的情報，劉靈助一旦聽聞便會大意相信，此時再潛軍偷襲，必定擊破之。」於是便從此條策略，之後夜攻其陣營，生擒劉靈助。事後官拜定州刺史、恆、雲、燕、朔四州行臺。
中興二年（532年）閏三月，與爾朱兆等軍隊在韓陵與高歡決戰，戰敗後和爾朱仲遠走渡石濟，爾朱仲遠投奔梁朝，延慶則投降高歡，隨高歡入洛陽和北赴晉陽，之後再前往洛陽，成為魏孝武帝元修的腹心，被任命為中軍大都督，永熙三年（534年）元修與高歡決戰，元修後戰敗逃奔長安，叱列延慶並未跟隨，永熙三年八月甲寅（534年8月28日），高欢在洛阳永宁寺召集百官，收捕叱列延慶、辛雄、崔孝芬等大臣，以未能勸戒元修為理由，將他們殺害。

## 家庭

### 曾祖
- 叱列鍮石，北魏临江伯

### 父亲
- 叱列亿弥，北魏越骑校尉、临江伯

### 兄弟
- 叱列归，北魏武卫将军、临江伯[4]

### 夫人
- 爾朱元靜，并州刺史尔朱侯真孙女，司空尔朱买珍之女，尔朱世隆姐姐[5]

### 姪
- 叱列平，延慶兄子，北齊兗州刺史，封廮陶縣侯。

## 延伸阅读
[在维基数据编辑]
 《魏書·卷80》，出自魏收《魏书》
 《北史·卷049》，出自李延壽《北史》